# Clydonella rosenfieldi
Clydonella rosenfieldi – gatunek ameby należący do rodziny  Vannellidae z supergrupy Amoebozoa według klasyfikacji Cavaliera-Smitha.
Forma pełzająca jest kształtu owalnego. Hialoplazma zajmuje około połowę lub więcej całkowitej długości pełzaka. Osobnik dorosły osiąga długość 14 – 19 μm, szerokość 14 – 19 μm. Posiada pojedyncze jądro o średnicy około 4,5 μm z centralnie umieszczonym jąderkiem o średnicy 2 – 2,5 μm.
Forma swobodnie pływająca posiada wiele długich, tępo zakończone pseudopodiów.
Występuje w Atlantyku oraz w Zatoce Meksykańskiej.